# Andranomavo
Andranomavo est une commune urbaine malgache située dans la partie ouest de la région de Boeny.

## Géographie
On appelle Mangatsa la rivière qui passe près de ce village (à l'Ouest), magnifique et propre.

## Économie
Andranomavo est desservi par un aéroport. La ville dispose d'écoles du premier et du second degré. Environ 90 % de la population travaille dans le secteur agraire : les principales cultures sont le riz et le raphia, puis viennent la canne à sucre et le manioc. Le secteur des services emploie les 10 % restants des actifs.